# Ianthella labyrinthus
Ianthella labyrinthus är en svampdjursart som beskrevs av Patricia R. Bergquist och Michelle Kelly-Borges 1995. Ianthella labyrinthus ingår i släktet Ianthella och familjen Ianthellidae. Inga underarter finns listade i Catalogue of Life.